# Longocepheus australis
Longocepheus australis är en kvalsterart som beskrevs av Balogh och Sandór Mahunka 1966. Longocepheus australis ingår i släktet Longocepheus och familjen Tetracondylidae. Inga underarter finns listade i Catalogue of Life.